# 李·塔瑪何瑞
李·塔瑪何瑞（英語：Lee Tamahori，1950年6月17日—）是一名紐西蘭男導演，他較知名的作品如紐西蘭電影《戰士奇兵》（1994年）和詹姆士·龐德電影《007：誰與爭鋒》（2002年）。

## 早期生活
塔瑪何瑞出生於威靈頓，他的父親是毛利人，而母親則是英國人。塔瑪何瑞主要於威靈頓北方郊區的塔瓦成長，並曾就讀塔瓦中學和塔瓦高中。

## 職業生涯
塔瑪何瑞的職業生涯是從攝影師開始，並從1970年代後期進入了電影業；最初他以無薪的方式在新西蘭電視台學習，之後也在該電視台擔任導演。

## 個人生活
2006年1月8日，據稱塔瑪何瑞涉嫌為一名臥底警察提供嫖娼的服務，使得身穿女裝的他在洛杉磯被捕。55歲的塔瑪何瑞被判三年緩刑、十五天社區服務，且必須參加艾滋病的宣導課程；塔瑪何瑞的律師說，塔瑪何瑞對這個結果感到滿意，而他又回到了工作崗位上。

## 作品列表
- 1994：《戰士奇兵（英语：Once Were Warriors (film)）》
- 1996：《CIA驚世大行動（英语：Mulholland Falls）》
- 1997：《1997勢不兩立》
- 2001：《全面追緝令》
- 2002：《007：誰與爭鋒》
- 2005：《限制級戰警2：極限公國》
- 2007：《驚魂下一秒》
- 2011：《魔鬼替身（英语：The Devil's Double）》
- 2016：《族長（英语：Mahana (film)）》
- 2017：Emperor（未發行）
- 2023：《皈依者（英语：The Convert）》

## 外部連結
- 李·塔瑪何瑞在互联网电影资料库（IMDb）上的資料（英文）